# Ryan Shotton
Ryan Shotton, född 30 september 1988 i Fenton, Stoke-on-Trent, är en engelsk fotbollsspelare. Han har tidigare spelat för bland annat Stoke City, Tranmere Rovers, Barnsley och Altrincham.

## Karriär
Den 30 augusti 2017 värvades Shotton av Middlesbrough, där han skrev på ett treårskontrakt. Efter säsongen 2019/2020 lämnade Shotton klubben. Han spelade därefter för Leek Town, där det blev en match i Northern Premier League Division One South East och en match i FA Trophy.
Den 18 december 2020 värvades Shotton av australiska Melbourne Victory, där han skrev på ett kontrakt över säsongen 2020/2021. I maj 2021 lämnade Shotton klubben efter problem med skador.